# Championnat de France de football gaélique
Le championnat de France de football gaélique résulte de la "régionalisation" de l'Euroligue, instaurée en 2006. La compétition est organisée de mars à juin chaque année, cette phase régionale France regroupe l'ensemble des clubs de France ainsi que Jersey et Guernesey, pour quatre tournois qualificatifs. Les deux premières équipes sont en effet qualifiées pour les phases finales Euroligue, et les autres équipes jouent le "Shield" (équivalent 2e division).
Une journée de championnat se présente sous une forme originale, puisque toutes les équipes se réunissent sur un tournoi, organisé par une des équipes participantes.
Ce système est mis en place pour le football masculin seulement.
Cette compétition a été créée en 2006. Paris partage le titre avec les clubs des îles Anglo-Normandes (Guernesey et Jersey) et le club de l'EGHB Liffré depuis sa création.

## Palmarès
| Année | Vainqueur                          |
| ----- | ---------------------------------- |
| 2006  | Paris Gaels GAA                    |
| 2007  | Paris Gaels GAA                    |
| 2008  | Paris Gaels GAA                    |
| 2009  | Paris Gaels GAA                    |
| 2010  | Guernsey Gaels                     |
| 2011  | Guernsey Gaels                     |
| 2012  | Jersey Irish                       |
| 2013  | EGHB Liffré                        |
| 2014  | Paris Gaels GAA                    |
| 2015  | Tolosa Gaels                       |
| 2016  | Tolosa Gaels                       |
| 2017  | Paris Gaels GAA                    |
| 2018  | Paris Gaels GAA                    |
| 2019  | Bordeaux Gaelic Football           |
| 2020  | Non disputé pour cause de pandémie |
| 2021  | Non disputé pour cause de pandémie |
| 2022  | Annulé en raison de la canicule    |
| 2023  | Paris Gaels GAA                    |
| 2024  | EGHB Liffré                        |

## Décompte des points
Le système de points obtenus à la fin de chaque tournoi est inspiré du décompte mis en place par l'European County Board (ECB) pour le championnat d'Europe continentale de football gaélique. Il ressemble aussi à l'attribution des points à l'issue de courses dans les championnats automobiles.
Suivant son classement à l'issue d'un tournoi, chaque équipe inscrite au classement général du championnat reçoit un nombre de points (nouveau décompte 2010 - 2011) :
- le premier obtient 25 points
- le second : 20 points
- le troisième : 16 points
- le quatrième : 13 points
- le cinquième : 11 points
- le sixième : 10 points
- le septième : 9 points
- le huitième : 8 points

Compte tenu de la fragilité des effectifs et des déplacements lointains, certaines équipes ne peuvent pas se déplacer au complet. Deux mesures permettent néanmoins de récompenser les équipes venues en sous-nombre :
- le partage des points quand deux équipes avec un effectif quasi équivalent ont fusionné le temps d'un tournoi.
- 3 points lorsque quelques joueurs d'une équipe en sous-effectif viennent compléter une autre équipe dont l'effectif est largement supérieur. Cette attribution est généralement utilisée lorsqu'une équipe vient seulement avec 2, 3 voire 4 joueurs, et complète une autre équipe avec un effectif juste (9 ou 10 joueurs).